# 莱昂·瓦尔拉斯

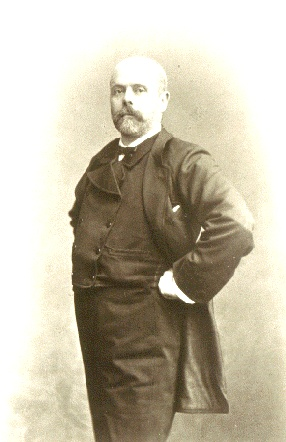
莱昂·瓦尔拉斯

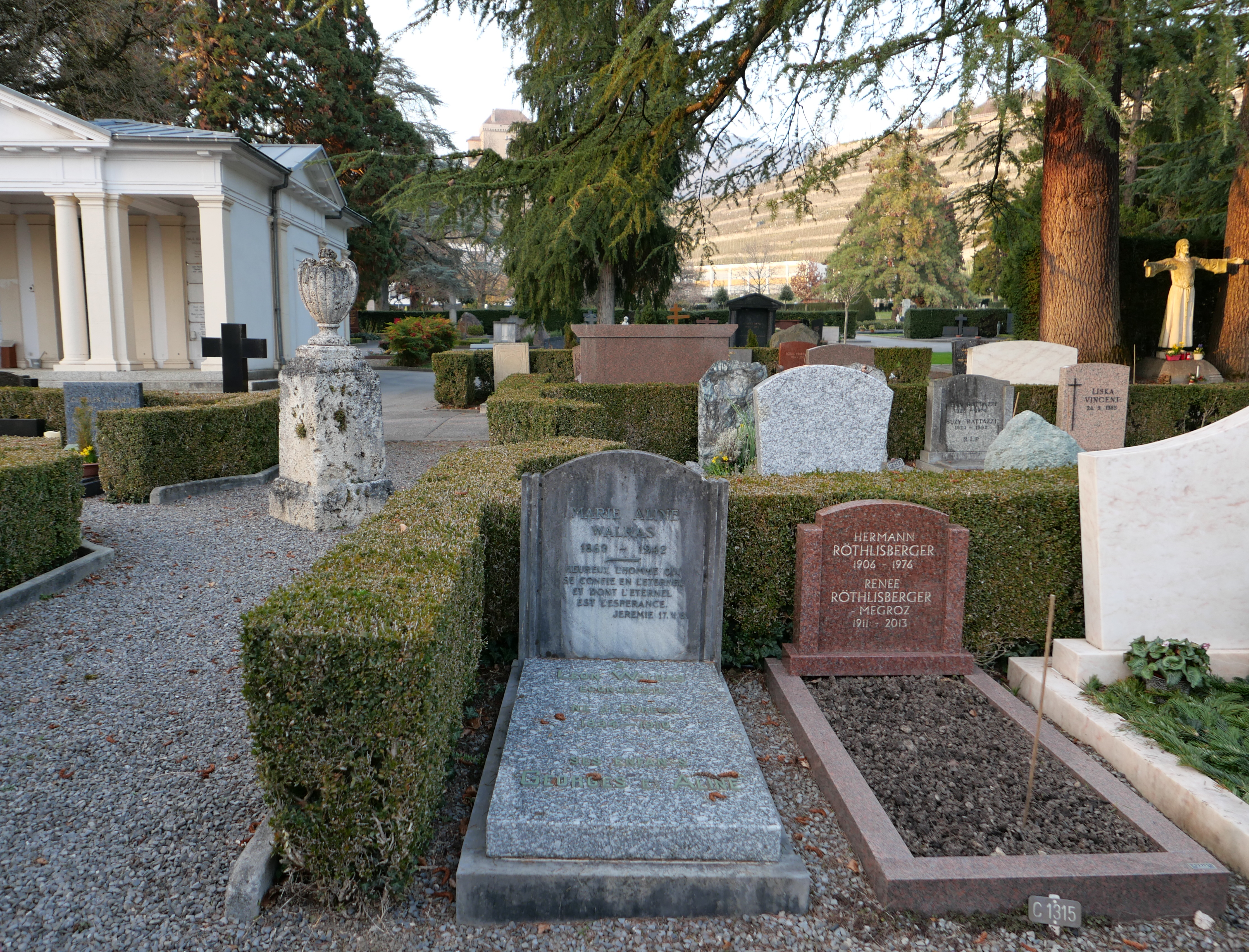
瓦爾拉斯和他的女兒瑪麗·艾琳（Marie Aline，1869-1942 年）的墳墓位於瑞士沃州克拉倫斯墓地。

莱昂·瓦尔拉斯（法語：Léon Walras，法語發音：[leɔ̃ valʁas]；1834年12月16日—1910年1月5日），法国经济学家，邊際效用理論與一般均衡理论的開創者。他被认为创立了后来在他的意大利弟子帕累托的领导下为人熟知的洛桑学派。瓦尔拉斯是三个边际革命的领导人之一，即使他的著作《純粹政治經濟學要義》(1874)是在杰文斯和门格尔宣扬他们的边际主义思想三年后发表的。身後的著作全集9巨冊，於1984至2005年間編輯、出版。瓦尔拉斯曾经被约瑟夫·熊彼特认为是“所有经济学家当中最伟大的一位”。

## 生平
瓦尔拉斯於1834年生於法國西北部诺曼底的埃夫勒。父親奥古斯特（Auguste，1801–1866）也是經濟學家，與數理經濟學的開創者庫爾諾是同學。1851年在法國北部的杜埃完成高中教育後，兩次投考巴黎綜合理工學院，但分別因資格不符與數學不及格而落第，只得放棄而轉考國立巴黎高等礦業學校，於1854年入學。準備考試期間，他研讀了庫爾諾出版於1838年的數理經濟學名作《財富理論數學原理的研究》。然而瓦尔拉斯並不欣賞礦業學校注重實用而輕忽理論的校風，幾乎放棄學業，一方面與聖西門主義者來往，另一方面嘗試成為銀行職員、藝評家、記者、鐵路管理員、言情小說家，但都沒能成功。
1858年，被父親說服的瓦尔拉斯開始研讀經濟學典籍，1860年便在父親的幫助下出版處女作《政治經濟與正義》（L'economie politique et la justice），反對普魯東的社會主義學說。1866至1869年間，瓦尔拉斯在一家金融機構任經理人，並在各種雜誌上發表文章。位於瑞士的洛桑大學自1869年起設置政治經濟學講座，他以1860年的著作提出教職申請，然選聘的七人委員會中有三人不同意，驚險通過。經過一年的試教後成為初代的講座。1874至1877年間，他在期刊上發表日後最有影響力的《純粹政治經濟學要義》（Éléments d'economie politique pure）。
儘管在日內瓦大學兼課，並兼任一間瑞士保險公司的顧問職，瓦尔拉斯的經濟情況一直不理想，直到1884年娶了第二任妻（一名富孀）之後才好轉；他的經濟學理論由於數學複雜，流傳亦不廣。1892年退休、又1900年第二任妻亡故後，瓦尔拉斯帶著一直未出嫁的女兒遷居瑞士蒙特勒附近的小鎮Clarens，並於1910年1月5日過世。

## 著作
- [法]瓦尔拉斯著《纯粹经济学要义或社会财富理论》（汉译世界学术名著丛书）商务印书馆（ 蔡受百译，1989） ISBN 7-100-00410-1